# Muneir Al-Masri
Muneir Al-Masri (in arabo منير المصري‎?; 17 marzo 1963) è un ex lottatore giordano, specializzato nella lotta greco-romana e libera.

## Biografia
All'età di venticinque anni ha rappresentato la Giordania ai Giochi olimpici estivi di Seul 1988 ed è stato portabandiera alla cerimonia d'apertura. Ha gareggiato sia nel torneo dei pesi leggeri di lotta greco-romana sia in quello di lotta libera nella stessa categoria di peso: in entrambi in casi è stato eliminato al secondo turno.

## Palmarès
| Anno | Manifestazione  | Sede     | Evento       | Risultato | Note |
| ---- | --------------- | -------- | ------------ | --------- | ---- |
| 1988 | Giochi olimpici | Seongnam | Pesi leggeri | Round 2   |      |
| 1988 | Giochi olimpici | Seongnam | Pesi leggeri | Round 2   |      |